# Luis Álvarez Gaytán
Luis Álvarez Gaytán fue junto su hermano Pedro Álvarez Gaytán mancebos de la tierra que acompañó a Juan de Garay participando de la fundación de la Ciudad de la Santísima Trinidad y Puerto de Nuestra Señora del Buen Ayre y fue nombrado uno de los primeros seis Regidores del Cabildo de Buenos Aires.

## Origen familiar
En 1540 Domingo Martínez de Irala ordena abandonar Buenos Aires a los escasos sobrevivientes de la expedición de don Pedro de Mendoza que aún permanecían a orillas del Río de la Plata tras el fracaso del primer intento de fundación de Buenos Aires en 1536, y marchar río arriba para afincarse en Asunción. Esta medida, resistida y criticada, demostró ser acertada, pues convirtió a la ciudad de la Asunción, hoy capital de la República del Paraguay, en el centro consolidado de la ocupación de la región por parte de la corona de Castilla.
A este contingente integrado por los sobrevivientes de la expedición de Mendoza se le sumaron los miembros de nuevas expediciones, como la de Juan Ortiz de Zárate.
Aunque muchos europeos venían acompañados por sus esposas, pues venían a colonizar, abundaron los casos en los que los españoles constituyeron sus hogares en la Asunción junto a mujeres guaraníes, como el del mismo gobernador Irala.
De la fusión entre europeos de orígenes diversos con los americanos, de pueblos también diversos, y en la Asunción principalmente los guaraníes a quienes Irala supo conquistar con una política marcadamente integradora, surgirá el pueblo originario de los Reinos de Indias, el de los criollos, ya que aquí es donde se origina la estirpe americana de los mancebos de la tierra, el sustrato fundador no tan solo la ciudad de la Trinidad, la actual Buenos Aires, sino también las de Santa Fe y Corrientes. 
A este sustrato criollo pertenecieron precisamente Luis y Pedro Álvarez Gaytán, dos hermanos nacidos en Asunción, hijos de Francisco Álvarez Gaytán, vecino de Montalbán, Zaragoza, y de María, aborigen. Los mancebos de la tierra eran producto de dos culturas, hablaban el castellano de sus padres y el guaraní de sus madres, y heredaban las costumbres, virtudes y defectos de ambas. Hernando de Montalvo los describe: Tienen poco respeto a la justicia, son amigos de cosas nuevas, vanse cada día más desvergonzados con sus mayores, tiénenlos y los han tenido en poco, fuertes en los trabajos, curiosos, diestros y amigos de la guerra.

## La expedición fundadora

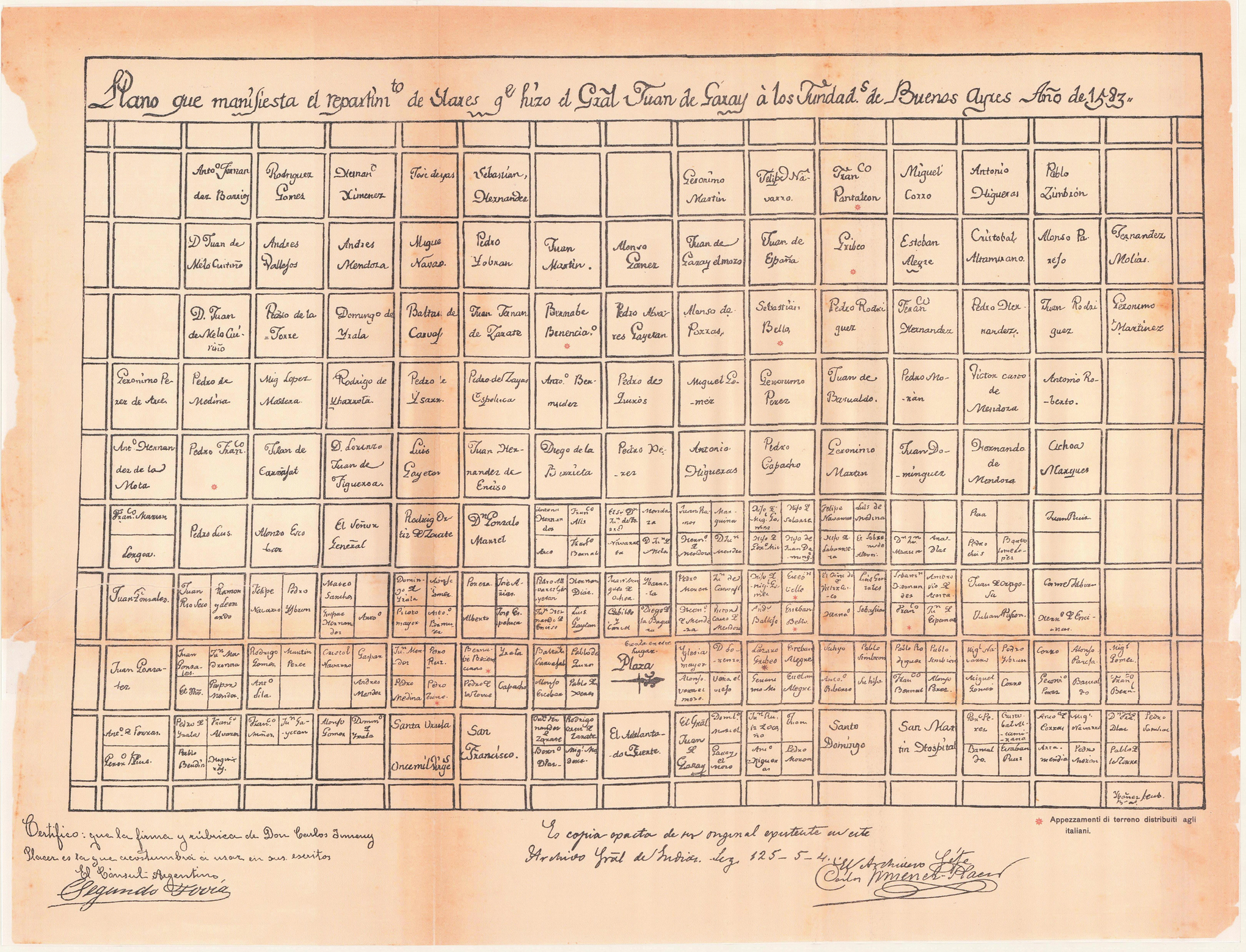
Parcelamiento de Buenos Aires por Juan de Garay (según Leyes de Indias de 1580).

El 5 de febrero Garay mandó pregonar en la Asunción el bando en el que ofrecía mercedes de tierras, encomienda de indios y aprovechamiento del ganado yeguarizo cimarrón a quienes por su cuenta participasen de la jornada para poblar la ciudad de la Trinidad a fundarse en el puerto de Buenos Aires, acudiendo con sus familias, y proveyéndose de su armamento, ganado y enseres de labranza.
Treinta días después dio inicio la jornada río abajo, navegando en dirección a la recientemente fundada ciudad de Santa Fe, mientras otros hombres arreaban por tierra trescientos vacunos a lo largo de la margen izquierda de los ríos Paraguay y Paraná. Al llegar a Santa Fe, el contingente se vio aumentado con vecinos de esa ciudad.
La flotilla llegó al Río de la Plata el 29 de mayo de 1580, día de la Santísima Trinidad, y una semana más tarde llegaba el arreo de la hacienda y las carretas, a cargo de los mancebos de la tierra.
Fundada la ciudad y designados los alcaldes, regidores y demás primeras autoridades del nuevo cabildo, el 24 de octubre de 1580 Garay repartió las suertes de chácaras (chacras). Los hermanos Álvarez Gaytán recibieron las dos primeras suertes de chacras, entre las calles que hoy se denominan Arenales –en ese entonces límite norte del ejido- Montevideo y Avenida Libertador –en ese entonces línea de costa frente al río-, conformando un triángulo debido al cambio de rumbo de la ribera del Río de la Plata en ese punto.
A raíz de la dura represión con la que Garay sofocó la rebelión de los mancebos de la tierra de Santa Fe, muchos de los criollos fundadores abandonaron Buenos Aires, pero no fue este el caso de los hermanos Álvarez Gaytán, pues ambos recibieron encomienda de indios, cuyo reparto se efectuó el 28 de marzo de 1582.

## Biografía
Nació en Asunción. Luis Álvarez Gaytán, llegó a Buenos Aires trayendo consigo a su mujer, Ana de Somoza, y a su hijo, Francisco. Debió haber sido un elemento importante en la expedición de Garay, pues este no solo le adjudicó las suertes de chacras más próximas a la ciudad sino que además –según el privilegio del fundador de designar a las primeras autoridades- fue de los escogidos para integrar el primer cabildo de la ciudad, en el cargo de regidor, siendo que la mayoría de los primeros cabildantes designados fueron peninsulares y no criollos.
Falleció de setenta y seis años de edad, muy avanzada para su tiempo, en 1621.
Francisco, su hijo, fue alcalde de la ciudad, y dejó una numerosa descendencia. Entre ella a su hijo Luis Gaytán, nacido en 1592, quien regaló a su hermana María una estancia en el pago de la Magdalena que el gobernador don Mendo de la Cueva le otorgara en merced por ser descendiente de “conquistadores y primeros pobladores”, ubicada frente a la laguna Vitel.